# Kafka på stranden
Kafka på stranden (japanska 海辺のカフカ Umibe no Kafuka) är en roman av den japanske författaren Haruki Murakami, utgiven 2002. Den utkom på svenska 2006 i översättning av Eiko och Yukiko Duke. Den har fått ett mycket positivt mottagande av litteraturkritiker, såväl i Sverige som internationellt. Liksom många andra av Murakamis berättelser är Kafka på stranden en invecklad och surrealistisk historia. Berättelsen präglas också av humor, populärkulturella referenser, existensfilosofi och erotiska motiv.
Romanens titel har inspirerats av ett fotografi föreställande Franz Kafka, känt som just "Kafka på stranden".

## Handling
Romanen har två parallella historier som berättas om varandra i olika kapitel. De udda kapitlen följer Kafka Tamura, en femtonåring som rymmer hemifrån för att fly en oidipusförbannelse, och för att återfinna sin syster och sin mor, som lämnat fadern och honom tidigt i livet. Efter en rad äventyrliga förehavanden hamnar Kafka i ett privatägt bibliotek i staden Takamatsu, skött av Miss Saeki och Oshima. Där tillbringar han sina dagar med att läsa till dess att polisen vill höra honom angående ett brutalt mord.
De jämna kapitlen berättar Nakatas historia, en utvecklingshämmad äldre man som besitter förmågan att tala med katter. Förmågan har gjort det möjligt för Nakata att livnära sig på att återbörda bortsprungna katter till deras rättmätiga ägare. En dag när Nakata letar efter katten Goma sker något oväntat vilket leder till att Nakata lämnar staden (för första gången i sitt liv), liftandes med lastbilschauffören Hoshino.
Även om Kafka på stranden består av två parallella historier, så sammanförs dessa när Nakata och Hoshino besöker det bibliotek där Kafka befinner sig. Nakata gör det även möjligt (utan att veta om det själv) för Kafka att vandra till "den andra sidan", en plats som finns just under våra fötter enligt författaren. Just förhållandet mellan parallella verkligheter, eller mellan dröm och verklighet, är ett genomgripande inslag i romanen.
I intervjuer med tidningen The New Yorker säger Murakami att dennes intention med Kafka på stranden var att skriva en bok med bildliga gåtor, men utan att ge läsaren lösningar på dessa. Istället får varje läsare lägga ihop sina egna svar på gåtorna och formulera en egen lösning för sig själv.

## Större teman
Kafka på stranden uppvisar Murakamis typiska blandning av populärkultur, vardagliga detaljer, magisk realism, spänning, humor, en invecklad handling och potent sexualitet. Utöver dessa typiska teman betonar boken Japans religiösa traditioner, framförallt shinto, till en högre grad. Huvudkaraktärerna skiljer sig åt avsevärt från Murakamis typiska huvudkaraktärer, såsom Toru Watanabe i Norwegian Wood och Toru Okada i Fågeln som vrider upp världen, som vanligtvis är något banala och enformiga män i 20- till 30-årsåldern. Många av temana återvänder dock i Kafka på stranden från tidigare romaner.
Musikens styrka och skönhet som ett medium för kommunikation är ett centralt tema i romanen. Själva titeln kommer från en popsång som Kafka får på LP-skiva i biblioteket. Beethovens musik, i synnerhet Ärkehertigtrion, används också som en återlösande metafor. Andra framstående teman är självförsörjningens och effektivitetens dygder, relationen mellan drömmar och verklighet, andra världskrigets arv, hot mot tron, det osäkra greppet om profetior och naturens kraft. 
G. W. F. Hegel har ett inflytande på boken och refereras direkt till vid ett tillfälle.

## Karaktärer
- Kafka Tamura - en av två protagonister i romanen. Karaktären är namnsatt efter den tjeckiske författaren Franz Kafka. Han bor i Tokyo tillsammans med sin pappa, den berömde skulptören Koichi Tamura. Kafkas mamma och syster lämnade familjen när Kafka var mycket liten.
- Pojken som kallas Kråkan - Kafkas alter-ego. Kråkan är en översittare som förmanar Kafka att företa sig vissa saker. Kråkan refererar till sig själv som "den tuffaste femtonåringen i världen". Kråkans utsagor är markerade med fet stil i boken.
- Satoru Nakata - den andra protagonisten i romanen. Nakata blev förståndshandikappad när han var på svamputflykt med skolan. Ett mystiskt vitt ljus gjorde att hela klassen blev medvetslös. Nakata blev kvar i medvetslöshet i flera veckor och när han vaknade igen hade han förlorat minnet, sin förmåga att läsa och skriva samt förmågan att tänka abstrakt. Istället fick Nakata förmågan att tala med katter. En tolkning av romanen implicerar att Nakata och Kafka är samma person.
- Koichi Tamura - en berömd skulptör boende i Tokyo med sin son Kafka. Koichi blir mördad, en händelse som blir till en stor nyhet i Japan.
- Oshima - en tjugoettårig homosexuell transman som jobbar som bibliotekarie i Takamatsu. Han blir tidigt vän med Kafka och fortsätter att vara det genom hela romanen. Oshima äger en bergsstuga, vilken han lånar ut som bostad till Kafka.
- Hoshino - en lastbilschaufför i tjugofemårsåldern. Han blir vän med Nakata då denne liknar hans farfar. Hoshino skjutsar och hjälper Nakata i dennes sökande (efter vad framgår inte).
- Hagita - en marxistisk lastbilschaufför som erbjuder Nakata lift.
- Miss Saeki - föreståndare för biblioteket i Takamatsu, där Oshima arbetar och där Kafka tillbringar stora delar av sin tid. Under tidigt sjuttiotal skrev hon låten Kafka på stranden, som blev en hit i Japan. Efter framgången lade hon sin professionella musikkarriär på hyllan. En tolkning av romanen implicerar att Miss Saeki är Kafkas mamma.
- Sakura - en ung kvinna som Kafka möter på bussen och som hjälper honom, bl.a. med bostad. En tolkning av romanen implicerar att hon är Kafkas syster.
- Johnnie Walker - en kattmördare som har som sitt kall att tillverka en flöjt av kattsjälar. Han blir knivmördad av Nakata, men trots detta återkommer han i bokens slutskede. Walkers har samma attribut som den man som förknippas med whiskymärket Johnnie Walker (svart hatt, röda kläder, svarta stövlar). En tolkning av romanen implicerar att Johnnie Walker är Kafkas pappa.
- Sanders - ett "koncept" som i romanen uppträder som en hallick. Han är döpt efter, och liknar, grundaren av Kentucky Fried Chicken, Harland D. Sanders.
- Polisen - en ung polisman som Nakata vänder sig till för att överlämna sig för mord på Johnnie Walker. Polismannen avfärdar emellertid Nakata som en förvirrad och psykiskt sjuk man, något polismannen bittert ångrar när det uppdagas att Nakata är den riktiga mördaren.
- Sada - Oshimas äldre bror som skjutsar Kafka från bergsstugan till staden i romanens slutskede.
- Hunden - en svart hund som för Nakata till Johnnie Walker vid tidpunkten för mordet.
- Familjen Koizumi - en familj som anlitar Nakata för att finna deras bortsprungna katt, Goma.
- Goma - en bortsprungen katt som ägs av familjen Koizumi.
- Kawamura - en katt som hjälper Nakata att finna Goma. Kawamura mördas av Johnnie Walker.
- Mimi - en siameskatt som undkommer att bli mördad av Johnnie Walker.
- Ohkawa - en spräcklig katt.
- Toro - en svart katt som talar med Hoshino efter att Nakata har dött.